# Холандија на Летњим олимпијским играма 1900.
Холандија је први пут учествовала на олимпијским играма у Паризу на Летњим олимпијским играма 1900.
Из Холандије на овим олипијским играма учествовало је укупно 35 такмичара у 7 спортова у 18 дисциплина. Сви такмичари су били мушкарци. Холанђани су по успешности били осамнаеста нација са 4 освојене медаља једном сребрном и 3 бронзане медаље. Најуспешнији такмичар био је кормилар Херманус Брокман са 3 освојене медаље (1 златну, 1 сребрну и 1 бронзану).
Најмлађи такмичар у холандској делегацији био је једрличар Ари ван дер Велден са 18 година и 159 дана, а најстарији стреличар Henricus Mansvelt са 48 год. и 163 дана

## Спортисти Холандије по дисциплинама
| Спорт         | Мушкарци | Жене | Укупно |
| ------------- | -------- | ---- | ------ |
| Фудбал        | 1        | 0    | 1      |
| Једрење       | 3        | 0    | 3      |
| Мачевање      | 1        | 0    | 1      |
| Пливање       | 4        | 0    | 4      |
| Стреличарство | 6        | 0    | 6      |
| Стрељаштво    | 7        | 0    | 7      |
| Веслање       | 13       | 0    | 13     |
| Укупно (7)    | 35       | 0    | 35     |

1. ↑  Такмичар Холандије у фудбалу Henk van Heuckelum играо је за Мешовити тим

## Освајачи медаља

### Сребро
- Coenraad Hiebendaal, Geert Lotsij, Paul Lotsij, Johannes Terwogt, Херманус Брокман (кор.) — Веслање четверац са кормиларом

### Бронза
- Франсоа Брант, Јоханес ван Дајк, Рулоф Клајн, Рурд Легстра, Валтер Миделберг, Хендрик Оферхаус, Валтер Тајсен, Хенрикус Тромп, Хермнаус Брокман (кормилар) — Веслање осмерац
- Јоханес Дрост — Пливање 200 м леђно
- Солко ван ден Берг, Антонијус Баувенс, Gerardus van Haan, Хенрик Силем, Антони Свајс, — Стрељаштво, Пиштољ слободног избора екипно

## Резултати по дисциплинама

### Једрење
| Дисциплина                      | Место | Посада                                                     | Време (укупно) |
| ------------------------------- | ----- | ---------------------------------------------------------- | -------------- |
| Класа 3-10 тона јахта „Маскота“ | 4     | Christoffel Hooijkaas Henricus Smulders Ари ван дер Валден | 4:46:36        |
| Отворена класа јахта „Маскота“  | —     | Christoffel Hooijkaas Henricus Smulders Ари ван дер Валден | 4:46:36        |

### Мачевање
Холандију је на такмичењу у мачевања
| Дисциплина | Пласман | Такмичар                   | Прва коло     | ЧФ           | Репасаж      | ПФ               | Финале           |
| ---------- | ------- | -------------------------- | ------------- | ------------ | ------------ | ---------------- | ---------------- |
| Мач        | 19-54   | Antonius van Nieuwenhuizen | 3-6 у групи 1 | Није одржано | Није одржано | Није се пласирао | Није се пласирао |

### Пливање
| Такмичар                | Дисциплина     | Полуфинале | Полуфинале | Финале           | Финале           | Пласман |
| Такмичар                | Дисциплина     | Резултат   | Место      | Резултат         | Место            | Пласман |
| ----------------------- | -------------- | ---------- | ---------- | ---------------- | ---------------- | ------- |
| Herman Alexander de Bij | 200. слободно  | 3:10,4     | 2. у пф 4  | Није се пласирао | Није се пласирао | 13      |
| Eduard Meijer           | 4.000 слободно | 1:17:55,4  | 2. у пф 2  | 1:16:37,2        | 5                | 5       |
| Јоханес Дрост           | 200 леђно      | 3:10,2     | 2. у ПФ 3  | 3:01,0           | 3                | 3       |
| Johannes Bloemen        | 200 леђно      | 3:09,2     | 1. у пф 2  | 3:02,2           | 4                | 4       |

### Стреличарство
Шест холнадских стреличара се такмичило у првом такмичењу стреличара на Олимпијским играма. Холандија није освојила ниједну медаљу на овом такмичењу. Није познато име ниједног холандског стеличара. Зна се да су се такмичили у две дисциплин, а колико њих у који дисциплини, или су се исти такмичили у обе дисциплине као и њихова имена и резултати нису познати.
Према сајту Олимпик спорта sports-reference.com позната се имена такмичара, али дисциплине и резултати не. Такмичили су се: Johannes van Gastel, Josephus Heerkens, Franciscus Hexspoor, Henricus Mansvelt, Petrus Nouwens и Johannes Stovers

### Стрељаштво
Холандија је на овим Играма први пут учествовала у такмичењу у стрељаштву. Холандски стрелци су се такмичили у гађању пиштољем слободног избора појединачно и екипно, као и у гађању војничком пушком у свим дисциплинама програма.
| Дисциплина                               | Место | Стрелац                                                                              | Резултат |
| ---------------------------------------- | ----- | ------------------------------------------------------------------------------------ | -------- |
| Пиштољ слободног избора 50 м појединачно | 6     | Дирк Буст Гипс                                                                       | 437      |
| Пиштољ слободног избора 50 м појединачно | 12    | Хенрик Силем                                                                         | 408      |
| Пиштољ слободног избора 50 м појединачно | 15    | Антонијус Баувенс                                                                    | 390      |
| Пиштољ слободног избора 50 м појединачно | 18    | Солко ван ден Берг                                                                   | 331      |
| Пиштољ слободног избора 50 м појединачно | 20    | Антони Свајс                                                                         | 310      |
| Пиштољ слободног избора 50 м екипно      | 3     | Солко ван ден Берг, Антонијус Баувенс, Gerardus van Haan, Хенрик Силем, Антони Свајс | 1876     |
| ВК пушка 300 м стојећи став              | 14    | Маркус Ревенсавај                                                                    | 272      |
| ВК пушка 300 м стојећи став              | 22    | Ојлке Вурман                                                                         | 261      |
| ВК пушка 300 м стојећи став              | 25    | Хенрик Силем                                                                         | 249      |
| ВК пушка 300 м стојећи став              | 26    | Солко ван ден Берг                                                                   | 239      |
| ВК пушка 300 м стојећи став              | 28    | Антонијус Баувенс                                                                    | 238      |
| ВК пушка 300 м клечећи став              | 5     | Маркус Ревенсавај                                                                    | 306      |
| ВК пушка 300 м клечећи став              | 6     | Ојлке Вурман                                                                         | 303      |
| ВК пушка 300 м клечећи став              | 11    | Антонијус Баувенс                                                                    | 296      |
| ВК пушка 300 м клечећи став              | 19    | Хенрик Силем                                                                         | 281      |
| ВК пушка 300 м клечећи став              | 20    | Солко ван ден Берг                                                                   | 274      |
| ВК пушка 300 м лежећи став               | 6     | Хенрик Силем                                                                         | 317      |
| ВК пушка 300 м лежећи став               | 8     | Ојлке Вурман                                                                         | 312      |
| ВК пушка 300 м лежећи став               | 14    | Маркус Ревенсавај                                                                    | 303      |
| ВК пушка 300 м лежећи став               | 20    | Солко ван ден Берг                                                                   | 292      |
| ВК пушка 300 м лежећи став               | 26    | Антонијус Баувенс                                                                    | 278      |
| ВК пушка 300 м тростав појединачно       | 9     | Маркус Ревенсавај                                                                    | 881      |
| ВК пушка 300 м тростав појединачно       | 14    | Ојлке Вурман                                                                         | 876      |
| ВК пушка 300 м тростав појединачно       | 18    | Хенрик Силем                                                                         | 847      |
| ВК пушка 300 м тростав појединачно       | 25    | Антонијус Баувенс                                                                    | 812      |
| ВК пушка 300 м тростав појединачно       | 27    | Солко ван ден Берг                                                                   | 805      |
| ВК пушка 300 м тростав екипно            | 5     | Солко ван ден Берг, Антонијус Баувенс, Маркус Ревенсавај, Хенрик Силем, Ојлке Вурман | 4221     |

### Веслање
У веслању Холанђани су се такмичили и у двојцу са кормиларом. Веслачи су били Франсоа Брант, Рулоф Клајн а кормилар Херманус Брокман. После трке у квалификацијама где су наступили у овом саставу посада Холандије је проценила да им је кормилар претежак. Зато су кормилара заменили с једним 7-годишњим дечаком који се случајно нашао на регатном пољу. Иако име тог дечака није забележено, сматра се да је он најмлађи освајач олимпијске медаље у историји. Ипак, МОК службено бележи да је освајач медаље био Херманус Брокман, међутим златна медаља је приписана мешовитом тиму.
| Дисциплина             | Посада | Полуфинале | Полуфинале | Финале   | Финале |
| Дисциплина             | Посада | Резултат   | Место      | Резултат | Место  |
| ---------------------- | --- | ---------- | ---------- | -------- | ------ |
| Четверац са кормиларом | Coenraad Hiebendaal, Gerhard Lotsy, Paulus Lotsy, Johannes Terwogt, Херманус Брокман (кор)                                                             | 6:02,0     | 1. у пф 2  | 6:03,0   | 2 ф А  |
| Осмерац                | Франсоа Брант, Јоханес ван Дајк, Рулоф Клајн, Рурд Легстра, Валтер Миделберг, Хендрик Оферхаус, Валтер Тајсен, Хенрикус Тромп, Херманус Брокманн (кор) | 4:59,2     | 1. пф 1    | 6:23,0   | 3      |